# Yousuf Al-Thunayan
Yousuf Al-Thunayan (arabiska: يوسف الثُنيان), född 18 november 1963 i Riyadh, är en före detta saudisk fotbollsspelare. Al-Thunayan spelade i 21 år i sin moderklubb Al-Hilal, där han vann 22 titlar. Den 14 december 2005 anordnade Al-Hilal en avskedsmatch för Al-Thunayan där man vann mot gästande Valencia med 2-1.
Al-Thunayan gjorde även 95 landskamper och 33 mål för Saudiarabien. I VM 1998 spelade han två matcher och gjorde ett straffmål i 2-2-matchen mot Sydafrika.

## Meriter

### Klubblag
- Saudi Premier League: 1985, 1986, 1988, 1990, 1996, 1998, 2002
- Saudiska cupen: 1989, 1995, 2000
- AFC Champions League: 1992, 2000
- Asiatiska cupvinnarcupen: 1997
- Asiatiska Supercupen: 1997

### Landslag
- Asiatika mästerskapet
  - Guld: 1988, 1996
  - Silver: 1992
- Confederations Cup
  - Silver: 1992
- Gulf Cup
  - Silver: 1998
- Arabiska mästerskapet
  - Guld: 1998